# Юнни
Юнни́ (рос. Юнны, башк. Йөннө) — село у складі Ілішевського району Башкортостану, Росія. Входить до складу Юнновської сільської ради.
Населення — 814 осіб (2010; 889 у 2002).
Національний склад:
- башкири — 96 %

В радянські часи існувало два окремих населених пункти — Верхньоюнново та Нижньоюнново.
У селі народився Герой Соціалістичної праці Яхін Файзилгаян Фаткулбаянович (1923-1999).